# Grand Bonhomme
Der Grand Bonhomme ist ein Berg auf der Karibikinsel St. Vincent im Staat St. Vincent und die Grenadinen. Er liegt im Inneren der Insel auf dem Gebiet des Parish Saint Patrick. Er hat eine Gipfelhöhe von 740 m.